# 1-二十四烷醇
1-二十四烷醇（英语：1-Tetracosanol）是蜡醇类中的一种链状化合物。

## 存在

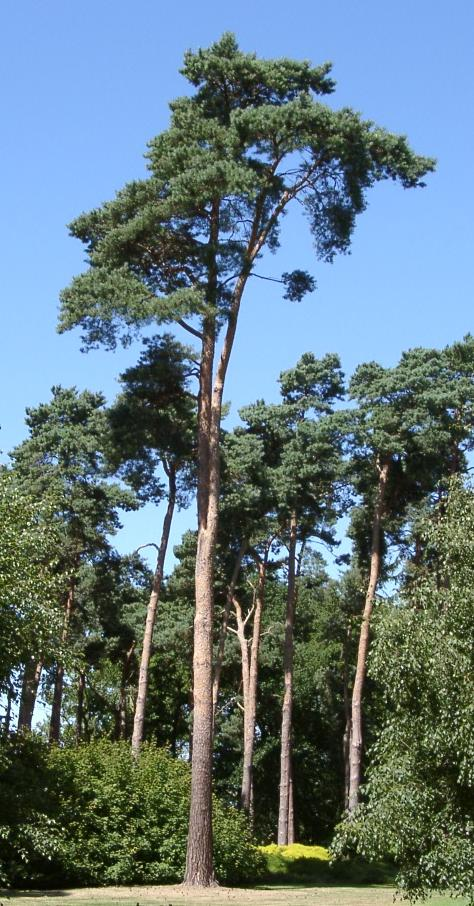
欧洲赤松

二十四烷醇存在于松树的树皮蜡和褐煤蜡中。

## 提取
二十四烷醇可以从羊毛脂中获得。首先将羊毛脂皂化，然后用石油醚提取其中的蜡醇，分离出各个化合物。
也可由木蜡酸还原而得。

## 特征
二十四烷醇是一种几乎不溶于水的白色固体。

## 用途
与其他脂肪醇一样，二十四烷醇作为中间体具有重要的商业价值，因为羟基会发生大量反应。